# 로미오 이즈 블리딩
《로미오 이즈 블리딩》(영어: Romeo Is Bleeding)은 영국과 미국에서 제작된 페테르 메다크 감독의 1993년 네오누아르 범죄 스릴러 드라마 영화이다. 게리 올드먼, 레나 올린 등이 출연하였고, 힐러리 헹킨 등이 제작에 참여하였다.

## 출연진
- 게리 올드먼
- 레나 올린
- 애너벨라 쇼라
- 줄리엣 루이스
- 로이 샤이더
- 마이클 윈콧
- 데이비드 프로발
- 윌 패튼
- 토니 시리코
- 제임스 크롬웰
- 론 펄먼
- 데니스 퍼리나
- 닐 존스

## 기타 제작진
- 공동 제작: 마이클 플린
- 미술: 스튜어트 워츨
- 의상: 오드 브론슨하워드